# Австрія на зимових Олімпійських іграх 1936
Австрія на зимових Олімпійських іграх 1936 була представлена 60 спортсменами у 8 видах спорту.

## Медалісти
| Медаль | Спортсмен                | Вид                 | Дисципліна |
| ------ | ------------------------ | ------------------- | ---------- |
| Золото | Карл Шефер               | фігурне катання     | чоловіки   |
| Срібло | Ільзе Паузін Ерік Паузін | фігурне катання     | пари       |
| Бронза | Фелікс Каспар            | фігурне катання     | чоловіки   |
| Бронза | Макс Штіпль              | ковзанярський спорт | 10 000 м   |